# دیوید بنیاف
دیوید فریدمن (انگلیسی: David Friedman؛ زادهٔ ۲۵ سپتامبر ۱۹۷۰) مشهور به دیوید بنیاف، نویسند و تهیه‌کننده آمریکایی است. وی خالق سریال بازی تاج و تخت شبکه اچ‌بی‌او است و بیشتر به دلیل خلق این مجموعه اقتباسی شناخته می‌شود. همچنین بنیاف نویسنده آثار سینمایی چون تروآ و بادبادک‌باز نیز بوده‌است. وی در کالج دارتموث تحصیل کرده و در ۳۰ سپتامبر ۲۰۰۶ با آماندا پیت ازدواج کرد.

## فیلم‌شناسی

### فیلم
| سال  | عنوان                      | نویسنده | تهیه‌کننده | کارگردان      |
| ---- | -------------------------- | ------- | --------- | ------------- |
| ۲۰۰۲ | ساعت بیست و پنجم           | آری     | نه        | اسپایک لی     |
| ۲۰۰۴ | تروآ                       | آری     | نه        | ولفگانگ پترسن |
| ۲۰۰۵ | بمان                       | آری     | نه        | مارک فورستر   |
| ۲۰۰۵ | When the Nines Roll Over   | آری     | آری       | خودش          |
| ۲۰۰۷ | بادبادک‌باز                 | آری     | نه        | مارک فورستر   |
| ۲۰۰۹ | خاستگاه مردان ایکس: ولورین | آری     | نه        | گوین هود      |
| ۲۰۰۹ | برادران                    | آری     | نه        | جیم شریدان    |
| ۲۰۱۹ | مرد ماه جوزا               | آری     | نه        | انگ لی        |
| ۲۰۲۲ | ارباب‌های متال              | نه      | آری       | پیتر سالت     |

### تلویزیون
| سال       | عنوان                      | کارگردان | نویسنده | تهیه‌کننده اجرایی |
| --------- | -------------------------- | -------- | ------- | ---------------- |
| ۲۰۱۱–۲۰۱۹ | بازی تاج‌وتخت               | آری      | آری     | آری              |
| ۲۰۱۳      | فیلادلفیا همیشه آفتابی است | نه       | آری     | نه               |
| ۲۰۲۰      | Leslie Jones: Time Machine | آری      | نه      | نه               |
| ۲۰۲۱      | مدیر دانشکده               | نه       | نه      | آری              |
| ۲۰۲۴      | مسئله سه جسم               | نه       | آری     | آری              |
| TBA       | The Overstory              | نه       | آری     | نه               |